# Rhwng Gwy a Hafren

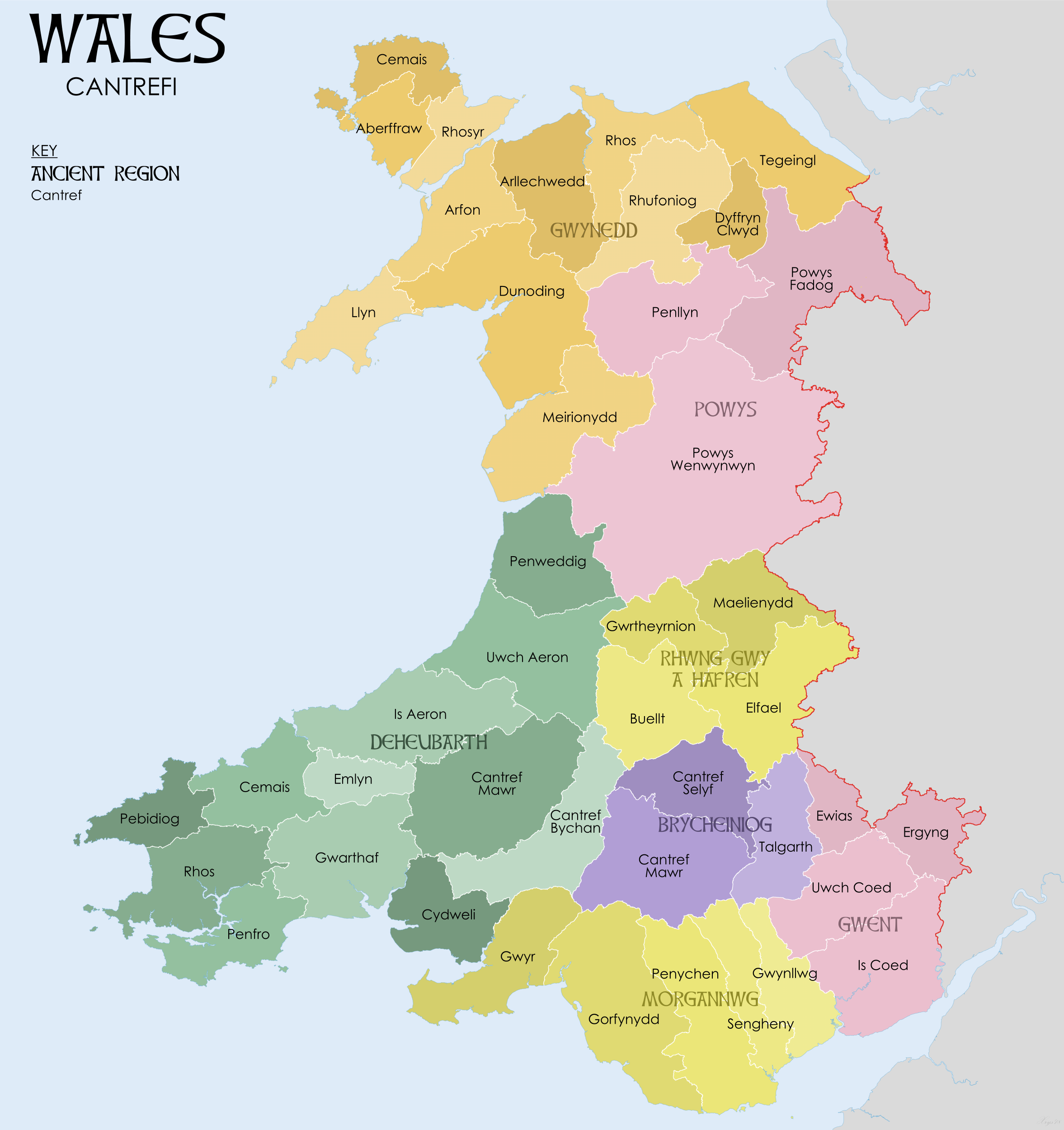
Les cantrefs médiévaux du pays de Galles. Le Rhwng Gwy a Hafren est en jaune.

Le Rhwng Gwy a Hafren (« entre Wye et Severn » en gallois) est une région historique du pays de Galles, dans les marches galloises. Elle correspond approximativement au comté historique du Radnorshire, dans le sud de l'actuel Powys.
L'expression « Rhwng Gwy a Hafren » est attestée dans les listes médiévales de cantrefs et de cymydau. Elle est aussi utilisée en latin (« inter Waiam et Sabrinam ») par le chroniqueur Giraud de Barri dans son Itinerarium Cambriae (en).

## Géographie
Comme son nom l'indique, le Rhwng Gwy a Hafren s'étend entre la Wye / Gwy et la Severn / Hafren, entre les royaumes du Powys au nord et du Brycheiniog au sud. Elle comprend les cantrefs d'Elfael (en) et Maelienydd (en), ainsi que le cwmwd de Gwerthrynion. Bien qu'il soit situé de l'autre côté de la Wye, le cantref de Buellt lui est également rattaché.

## Histoire
L'historien John Edward Lloyd estime que cette région devait faire partie à l'origine du Powys avant d'en être détachée dans des circonstances inconnues avant la fin du XIe siècle. Les rois et seigneurs de la région sont présentés dans des documents généalogiques plus tardifs comme les descendants d'un certain Elystan Glodrydd (en), personnage qui aurait vécu vers la fin du Xe siècle, considéré comme le progéniteur d'une des « cinq tribus royales » (Pump Brenhinllwyth) du pays de Galles.
Lors de l'invasion normande du pays de Galles, la région est envahie par les familles de Briouze et Mortimer, qui en disputent tout au long des XIIe et XIIIe siècles la possession aux seigneurs gallois du cru, ainsi qu'à ceux du Powys et du Gwynedd lorsque ces derniers tentent d'y étendre leur suzeraineté. La lutte opposant le prince du Gwynedd Llywelyn ap Gruffydd au baron anglais Roger Mortimer dans les années 1250 et 1260 se solde en faveur du second, qui peut asseoir son autorité sur le Maelienydd après le traité d'Aberconwy de 1277.
En 1536, les Laws in Wales Acts abolissent les seigneuries des marches et découpent l'intégralité du pays de Galles en comtés sur le modèle anglais. Le nouveau comté du Radnorshire s'étend sur la région comprise entre la Wye et la Severn.